# Lenka (zpěvačka)
Lenka  (narozená jako Lenka Kripac, * 19. března 1978 Bega, Nový Jižní Wales, Austrálie) je australská zpěvačka-skladatelka, nejvíce známá skladbou „The Show“ z alba Lenka, která byla součástí reklamy společností Old Navy a Dulux. Předtím byla v Austrálii známá jako herečka z australských televizních seriálů a filmů.

## Životopis
Dcera jazzového muzikanta Jiřího Křipače, který do Austrálie emigroval z někdejšího Československa, a australské učitelky, se narodila a vyrůstala v australském buši. Když jí bylo 7 let, přestěhovala se spolu s rodinou do Sydney, kde získala hudební vzdělání a začala se věnovat zpěvu.

## Kariéra

### Herectví
Lenka studovala herectví v Australian Theatre For Young People, kde studovala spolu s herečkou Cate Blanchett. V devadesátých létech hrála v australském televizním seriálu s názvem GP, kde ztvárnila postavu jménem Vesna Kapek. Lenka byla také moderátorkou televizní stanice Cheez TV a účinkovala v dalších australských seriálech, jako je Home And Away, Wild Side, Head Start a Spellbinder. Dále si zahrála například ve filmu The Dish, nebo Lost Things a nadále se věnovala divadlu.

### Hudba

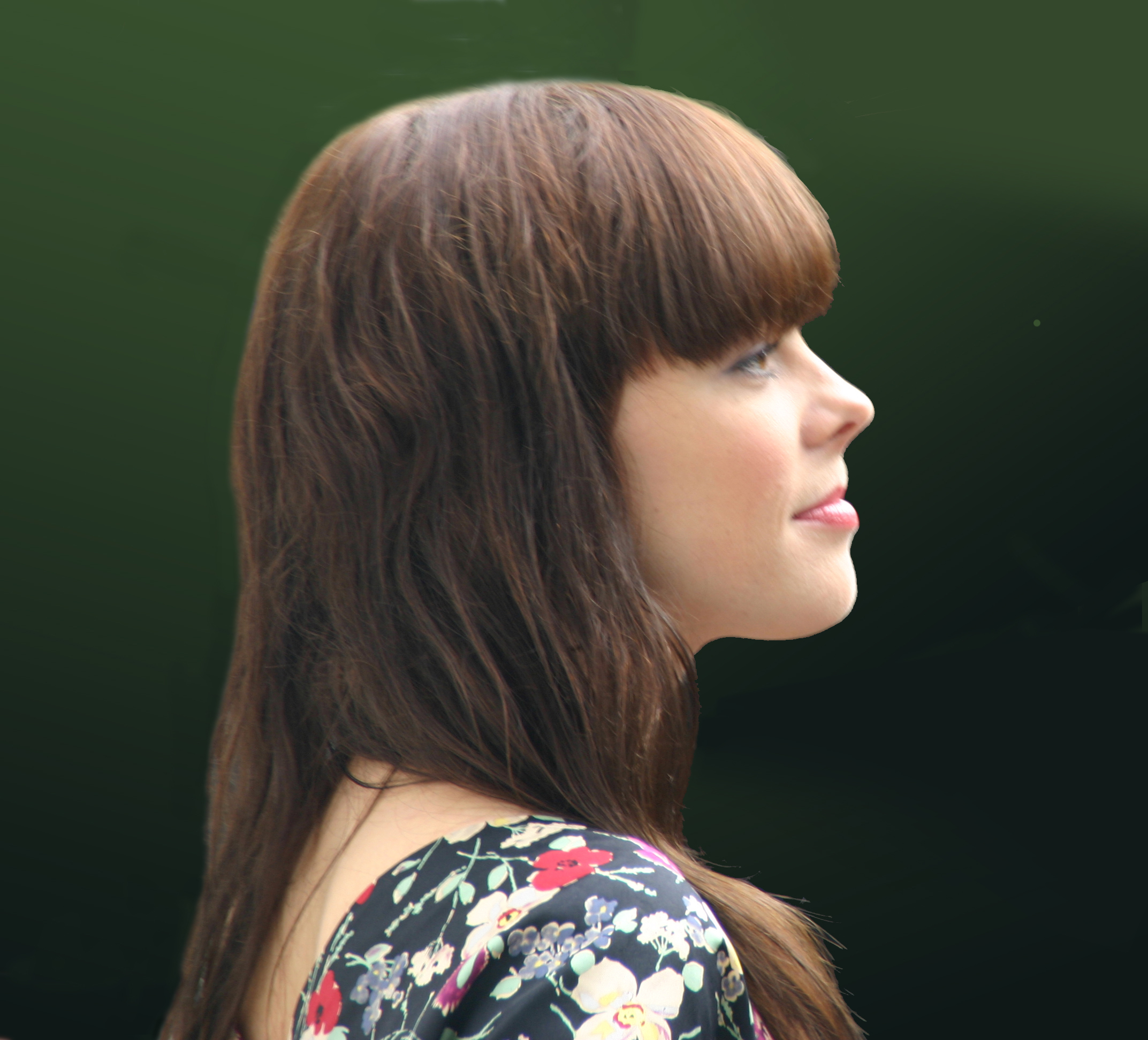
Lenka na festivalu v Baden-Badenu, 2009

#### Decoder Ring
Jako Lenka Kripac působila v australské elektronicko-rockové crossoverové kapele Decoder Ring, se kterou nahrála 2 studiová alba. V roce 2007 se přestěhovala do Kalifornie.

#### Sólová kariéra
Poté, co si Lenka zvolila své umělecké jméno, vydala 24. září 2008 svoje debutové album, se singlem „The Show“ (producenta Stuarta Brawleyho). Toto album se umístilo na 142. místě americké hitparády Billboard 200.
Pro každý svůj singl vytváří animovaná (paper stop-motion) hudební videa tvořená ve spolupráci s australským umělcem James Gulliver Hancockem.
Nazpívala vokály ke dvěma skladbám ("Addicted" and "Sunrise") německé skupiny Schiller, na jejich album Atemlos, které bylo v Německu vydáno 12. března 2010.

#### Výtvarné umění

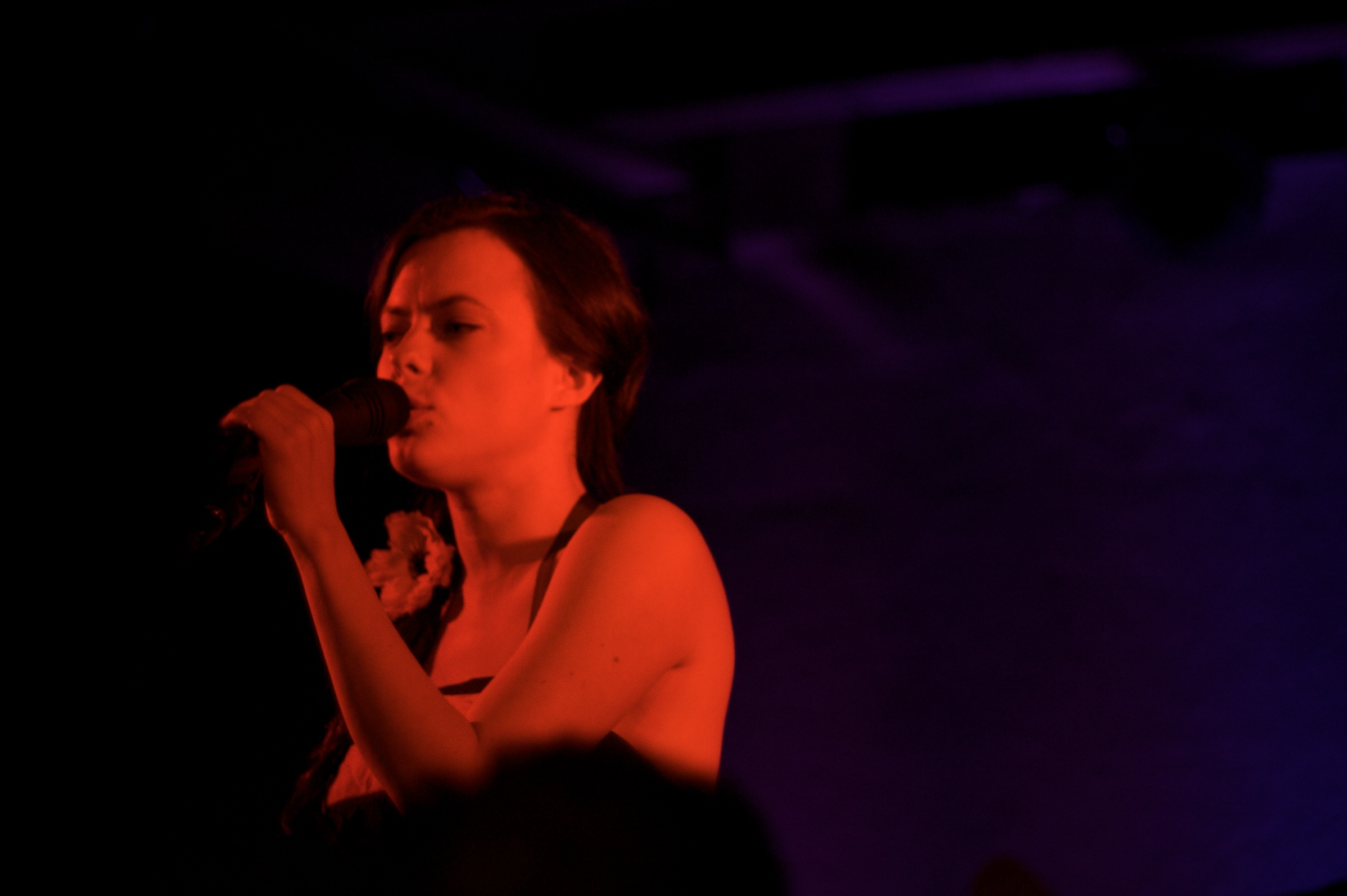
Vystoupení v Portlandu, Oregon, 2008

Lenčina živá vystoupení a vizuální obraz se stala synonymem k rodnému umění a k starobylému řemeslnému stylu, což je výsledkem spolupráce s již zmíněným Jamesem Gilliver Hancockem, australským výtvarným umělcem a ilustrátorem. V roce 2009 spolu uskutečnili výstavu, která se konala v galerii (č. 12) v tokijské Šibuji. Tato výstava zahrnovala sbírku prací týkajících se její hudby včetně originálních maleb a kreseb. Manifest popisující filozofii jejich spolupráce, "We Will Not Grow Old", byl napsán v období jejich výstavy. Lenka občas pořádá umělecké akce pro své fanoušky, které zahrne do spolupráce na tvorbě, v Los Angeles (ve spolupráci s Poketo), Hongkongu či Malajsii. Lenka získala bakalářský titul výtvarných umění, obor sochařství, na College of Fine Arts Sydney (COFA).

## Soukromý život
Lenka se vdala za australského výtvarného umělce Jamese Gullivera Hancocka. Dne 27. září 2011 oznámila těhotenství. V březnu roku 2012 se jim narodil syn Quinn. Žije v Brooklynu v New Yorku.

## Diskografie

### Alba
| Rok                                                                                             | Detaily alba                                        | Nejvyšší dosažená pozice v hitparádě | Nejvyšší dosažená pozice v hitparádě | Nejvyšší dosažená pozice v hitparádě | Nejvyšší dosažená pozice v hitparádě | Nejvyšší dosažená pozice v hitparádě | Nejvyšší dosažená pozice v hitparádě | Nejvyšší dosažená pozice v hitparádě | Certifikace |
| Rok                                                                                             | Detaily alba                                        | AUS                                  | AUT                                  | GER                                  | POL                                  | SUI                                  | UK                                   | USA                                  | Certifikace |
| ----------------------------------------------------------------------------------------------- | --------------------------------------------------- | ------------------------------------ | ------------------------------------ | ------------------------------------ | ------------------------------------ | ------------------------------------ | ------------------------------------ | ------------------------------------ | ----------- |
| 2008                                                                                            | Lenka - Vydáno: 23. září 2008 - Vydavatelství: Epic | —                                    | 30                                   | 35                                   | 4                                    | 48                                   | 58                                   | 142                                  |             |
| 2011                                                                                            | Two - Vydáno: 19. dubna 2011 - Vydavatelství: Epic  | —                                    | —                                    | —                                    | —                                    | 88                                   | —                                    | 196                                  |             |
| "—" tyto značky znamenají, že skladba se nedostala do hitparády, nebo nebyla v oné zemi vydána. |                                                     |                                      |                                      |                                      |                                      |                                      |                                      |                                      |             |

### Singly
| Rok                                                                                             | Název                 | Nejvyšší dosažená pozice v hitparádě | Nejvyšší dosažená pozice v hitparádě | Nejvyšší dosažená pozice v hitparádě | Nejvyšší dosažená pozice v hitparádě | Nejvyšší dosažená pozice v hitparádě | Nejvyšší dosažená pozice v hitparádě | Nejvyšší dosažená pozice v hitparádě | Nejvyšší dosažená pozice v hitparádě | Nejvyšší dosažená pozice v hitparádě | Nejvyšší dosažená pozice v hitparádě | Nejvyšší dosažená pozice v hitparádě | Nejvyšší dosažená pozice v hitparádě | Album |
| Rok                                                                                             | Název                 | AUS                                  | AUT                                  | BEL (Vl)                             | CAN                                  | CZE                                  | GER                                  | IRE                                  | JPN                                  | NED                                  | NOR                                  | SWI                                  | UK                                   | Album |
| ----------------------------------------------------------------------------------------------- | --------------------- | ------------------------------------ | ------------------------------------ | ------------------------------------ | ------------------------------------ | ------------------------------------ | ------------------------------------ | ------------------------------------ | ------------------------------------ | ------------------------------------ | ------------------------------------ | ------------------------------------ | ------------------------------------ | ----- |
| 2008                                                                                            | "The Show"            | 65                                   | 13                                   | 54                                   | —                                    | 35                                   | 23                                   | —                                    | 24                                   | —                                    | —                                    | 21                                   | 22                                   | Lenka |
| 2009                                                                                            | "Trouble Is a Friend" | —                                    | —                                    | —                                    | —                                    | —                                    | 65                                   | —                                    | —                                    | —                                    | 10                                   | —                                    | —                                    | Lenka |
| 2011                                                                                            | "Heart Skips a Beat"  | —                                    | —                                    | 53                                   | —                                    | —                                    | —                                    | —                                    | —                                    | —                                    | —                                    | —                                    | —                                    | Two   |
| 2011                                                                                            | "Two"                 | —                                    | —                                    | —                                    | —                                    | —                                    | —                                    | —                                    | —                                    | —                                    | —                                    | —                                    | —                                    | Two   |
| 2012                                                                                            | "Everything At Once"  | —                                    | 24                                   | 8                                    | 69                                   | 1                                    | 18                                   | 63                                   | —                                    | 27                                   | —                                    | 54                                   | 69                                   | Two   |
| "—" tyto značky znamenají, že skladba se nedostala do hitparády, nebo nebyla v oné zemi vydána. |                       |                                      |                                      |                                      |                                      |                                      |                                      |                                      |                                      |                                      |                                      |                                      |                                      |       |